# Draženov
Draženov (deutsch Trasenau) ist eine Gemeinde in Tschechien. Sie liegt fünf Kilometer nordwestlich von Domažlice und gehört zum Okres Domažlice.

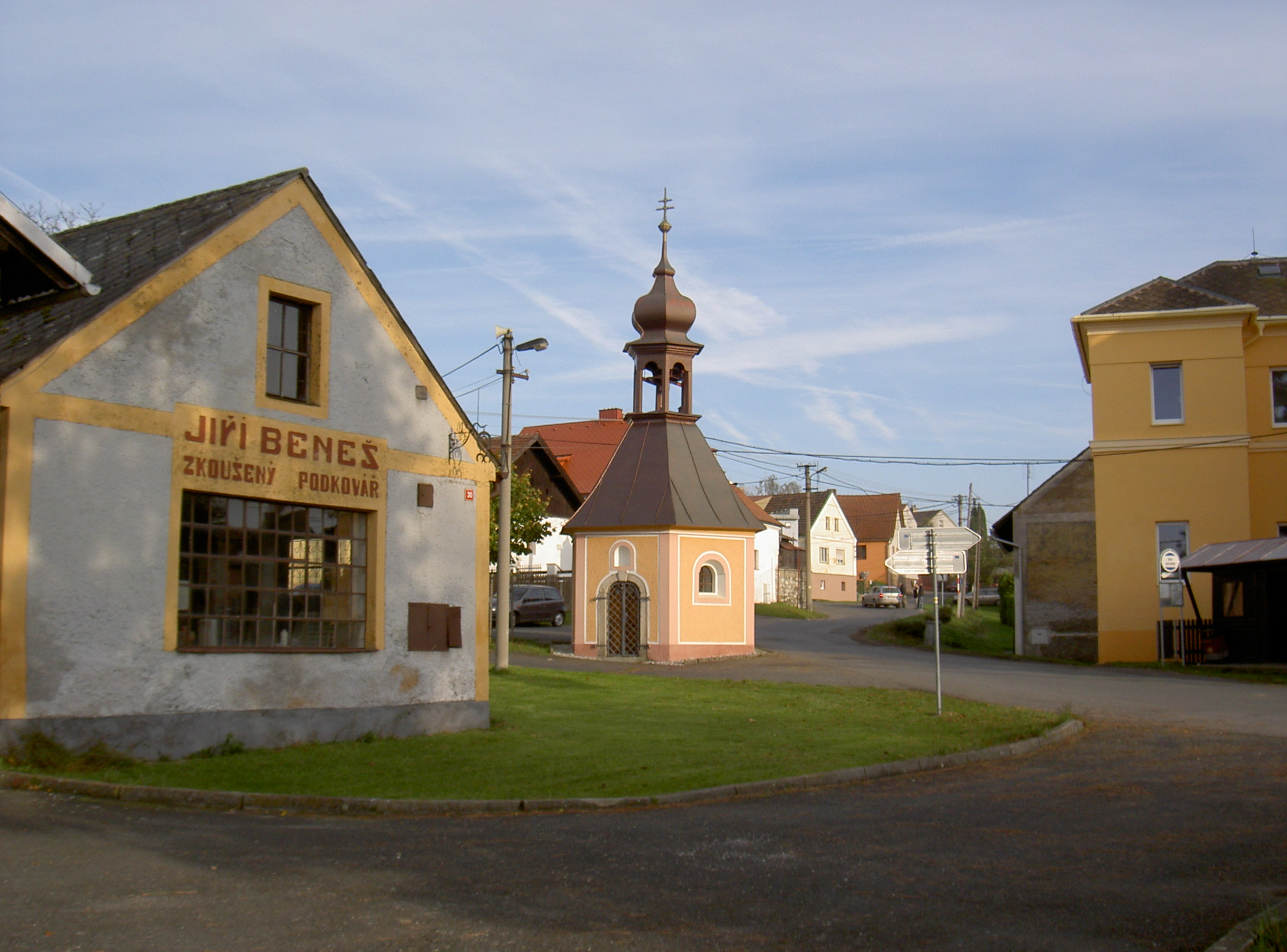
Draženov Dorfplatz

## Geographie
Draženov liegt an der Straße I/26 zwischen Horšovský Týn und Furth im Wald, von der am westlichen Ortsrand die Straßen I/22 nach Domažlice und II/189 nach Waldmünchen abzweigen. Gegen Westen liegt das Tal des Černý potok, östlich entspringt der Mračnický potok.

## Geschichte
Die erste urkundliche Erwähnung des Ortes erfolgte im Jahre 1325 im Zuge der Erteilung von Privilegien für die Chodendörfer durch König Johann von Luxemburg.
Nach der Aufhebung der Patrimonialherrschaften bildete Trasenau / Dražinov ab 1850 eine Gemeinde im Pilsner Kreis und Gerichtsbezirk Taus. Ab 1868 gehörte die Gemeinde zum Bezirk Taus. Der tschechischen Name Draženov wird seit Anfang des 20. Jahrhunderts verwendet.

## Gemeindegliederung
Für die Gemeinde Draženov sind keine Ortsteile ausgewiesen. Zu Draženov gehören die Einschichten Dobrá Voda (Gutwasser), Dlouhý Mlýn (Langmühle) und Rejkovice (Reykowitz).

## Sehenswürdigkeiten
- Kapelle am Dorfplatz
- Nischenkapelle an der Straße nach Luženice
- Kapelle in Dobrá Voda